# Iván Thays
Iván Daniel Thays Vélez (Lima, 21 de octubre de 1968) es un escritor y presentador de televisión peruano.

## Biografía
Hijo de Irma Vélez de Thays y Luis Iván Thays, estudió la primaria y la secundaria en el colegio limeño Hans Christian Andersen y después siguió Lingüística y Literatura en la Pontificia Universidad Católica del Perú. 
En 1992 publicó su primer libro Las fotografías de Frances Farmer, compilación de cuentos que le valió el calificativo de joven promesa de su generación. Con el relato La ópera gris resultó finalista del Premio Copé 1998. Entre sus siguientes publicaciones, destacan las novelas El viaje interior, La disciplina de la vanidad (finalista del Rómulo Gallegos 2001 y Un lugar llamado Oreja de Perro, novela esta última que quedó finalista del Premio Herralde 2008; por su contribución cultural había sido distinguido antes, en 2000, con el Príncipe Claus.
Alonso Cueto, que trabajó con Thays en muchos talleres de escritura creativa, ha comentado que «existe en el Perú una generación de escritores novísimos que pretenden apartarse de la forma usual de escribir novelas realistas. Iván Thays y Mario Bellatin han sido los maestros de estos escritores jóvenes.»
Thays fue conductor Vano oficio en TV Perú desde 2000 hasta 2008, año en que cancelaron ese programa literario; tiene un blog del mismo nombre en el periódico español El País; en 2005 creó el blog Moleskine Literario, que administra. 
En 2012, Thays se vio envuelto en una peculiar polémica a raíz de un párrafo en una crítica en el blog literario que mantiene en El País, donde criticó al boom de la gastronomía peruana. Dicho texto valió días de noticias, respuestas en redes sociales y réplicas de personajes nacionales relacionados con la gastronomía como Gastón Acurio, periodistas, políticos y otros escritores como Beto Ortiz.
Entre 2000 y 2004 estuvo casado con Paloma Vega, con quien tuvo un hijo (Andreas).También tuvo una discreta relación con la ex-vedette Mónica Cabrejos, que terminó en escándalo cuando ella reveló que la abandonó al embarazarse y que posteriormente tuvo un aborto espontáneo.

## Obras

### Cuentos
- Las fotografías de Frances Farmer. Lima: Ediciones Pedernal - Colección Centeno, 1992; Lima: Adobe Editores - Biblioteca Latinoamericana Contemporánea, 2000; Cádiz: Fundación Municipal de Cultura - Ayuntamiento de Cádiz - Colección Calembé, 2001 (con el título Las fotografías de Frances Farmer y otros cuentos).
- Lindbergh. Madrid: Meninas Cartoneras, 2012.
- Decreto ser feliz. Lima: Alfaguara Infantil, 2013.
- La maleta de la libertad

### Novelas
- Escena de caza. Lima: Ediciones El Santo Oficio, 1995; Lima: Peisa, 2001; Lima: Arsam, 2011.
- El viaje interior. Lima: Peisa, 1999. Peisa
- La disciplina de la vanidad. Lima: Fondo Editorial PUCP, 2000.
- Un lugar llamado Oreja de Perro. Madrid: Anagrama, 2009.
- Un sueño fugaz (novela en cuentos).[10] Madrid: Anagrama, 2011.
- El orden de las cosas. Lima: Alfaguara Juvenil, 2012.
- "Antonio vuelve a casa" Lima: Alfaguara, 2015.

### Traducciones a otros idiomas
- Un lieu nommé Oreille-de-Chien. Trad. par Laura Alcoba. Gallimard, 2011.
- Um lugar chamado Oreja de Perro. Tradução: Natália Reis. Eucleia Editora, 2011.
- Un posto chiamato Oreja de Perro. Trad. di Anna Mioni. Fandango Libri, 2012.

### Antología
- Pasajeros perdurables. Historias de escritores viajeros. Prólogo y selección de Iván Thays. Lima: Seix Barral, 2006.

## Premios
- Finalista del Premio Copé 1998 con el cuento "La ópera gris"
- Premio Príncipe Claus 2000 (Holanda)
- Finalista del Premio Rómulo Gallegos 2001 con la novela La disciplina de la vanidad
- Finalista del Premio Herralde 2008 con Un lugar llamado Oreja de Perro